# Challenge Armand-Vaquerin
Le Challenge Armand-Vaquerin est une compétition estivale amicale de rugby à XV, d'avant-saison, organisée annuellement au mois d'août dans le sud de l'Aveyron et le Tarn, entre Camarès, Saint-Affrique, Millau, Rodez et Lacaune.
Ce tournoi fonctionne par invitations, où une dizaine de clubs professionnels venus du Championnat de France de Top 14 (Castres olympique, Stade toulousain, Montpellier, Clermont), Pro D2 (Béziers, Colomiers ), de divisions étrangères (Glasgow, Northampton, Leicester), et même parfois des équipes nationales (Géorgie, Fidji) s'affrontent.

## Création
En hommage à ce joueur de rugby décédé en 1993, cette compétition a commencé un an après la mort d'Armand Vaquerin, soit le 10 juillet 1994.

## Challenge Vaquerin dans les années 1990-2000

### Hégémonie de l'AS Béziers Hérault
Les Biterrois de l'AS Béziers Hérault, où joua  Armand Vaquerin dix fois champion de France dans les années 70-80, gagnèrent 7 fois sur 10 éditions le challenge entre 1994 et 2004 (victoires dans le challenge 1994, 1995, 1996, 1998, 2000, 2001 et 2004).

## Développement estival dans les années 2000

### Domination d'équipes étrangères dans le challenge

#### Succès des Anglais de Leicester (2006)
L'année 2006 voit la participation d'un double Champion d'Europe, le club anglais de Leicester Tigers et d'un double vice-champion européen le Stade français Paris.

#### Victoire des Fidji (2007)
L'année suivante, l'équipe des Fidji présente lors de la coupe du monde 2007, bat le SC Albi en finale sur le score de 47-22. Une autre équipe nationale, la Géorgie, est également présente lors de cette édition.

#### Victoire des Écossais de Glasgow (2008)
Puis, en 2008 trois équipes disputant la Coupe d'Europe sont présentes : les Anglais de Sale Sharks, les Écossais des Glasgow Warriors vainqueurs du challenge Vaquerin et les Catalans de l'USA Perpignan. Les autres équipes présentes étant le Montpellier RC, Stade montois, AS Béziers, SC Albi et RC Narbonne.

### Hégémonie des clubs tarnais

#### Victoire du SC Albi (2010)
Les Albigeois remportent le challenge Armand-Vaquerin 2010 en battant d'abord l'US Colomiers puis en finale le Tarbes Pyrénées Rugby.
L'année 2010 voit aussi la venue du champion d'Europe, le Stade toulousain. Opposé pour son seul match dans le sud Aveyron au C.S.Bourgoin-Jallieu, les Toulousains ne tardent à développer leur puissance pour gagner le match.
La présence du Castres olympique, leader du Top 14 durant la moitié de la saison 2009-2010 et quart de finaliste, a également ravi les amateurs de rugby. En effet le Castres olympique s'impose contre le Montpellier Hérault rugby.

#### Castres olympique, sextuple vainqueur du challenge de 2011 à 2022
En 2011, le Castres olympique mené par le All Black Chris Masoe, capitaine et troisième ligne All Black, et ses autres internationaux, l'Écossais Max Evans, les Français Marc Andreu, Luc Ducalcon ou le joueur des Samoa Iosefa Tekori, s'imposent face aux Anglais des Northampton Saints et remporte, pour la première fois, le Challenge Vaquerin succédant au SC Albi, l'autre club tarnais.
En 2012, le Castres olympique emmenés par Brice Dulin, Christophe Samson, Antonie Claassen, Pedrie Wannenburg s'imposa sur les Écossais de Glasgow (20-17) et les Harlequins de Londres champions d'Angleterre (31-15) remportant ainsi le deuxième Challenge Vaquerin.
Le CO champion de France 2013 remporte le 3e Challenge Vaquerin d'affilée. Le CA Brive Corrèze réussit à gagner deux challenges contre le CO vice-champion de France 2014 et bat aussi l'année suivante le Stade rochelais. 
En 2016 et 2019, Castres champion de France 2018 entraîné par Christophe Urios remporte son 4e puis 5e Challenge Vaquerin.

### Renouveau du Challenge Vaquerin depuis 2020

#### Arrêt deux ans à cause du covid-19
À cause de la pandémie de coronavirus, le challenge Armand-Vaquerin est annulé lors de l'été 2020 entraînant des difficultés financières et une perte d'argent au niveau de la billetterie...
L'affiche devait opposer deux clubs de Top 14, qualifiés en Coupe d'Europe, le Montpellier Hérault Rugby 
de Philippe Saint-André, vainqueur du Challenge européen 2021, et le 
Castres olympique du manager Pierre-Henry Broncan.
Mais Montpellier est obligé d'annuler la rencontre à cause d'un nombre élevé de blessés et de sélectionnés au niveau international...

#### Retour du CO victorieux du challenge 2022
Le 24 août 2022, au stade de la Chevalière à Mazamet, le Castres olympique vice-champion de France bat les Irlandais de la province du Connacht (57-19). Le CO gagne son 6e challenge Vaquerin. 

#### Éditions 2023-2024, préparation de pré-saison
Pour l'édition 2023, une affiche de Pro D2 oppose, à Saint-Afrique en Aveyron, l'AS Béziers Hérault à Valence Romans récemment promu en deuxième division. Les Biterrois gagnent grâce à un essai transformé en fin de match (24-23). Une autre affiche de Top 14 oppose cette fois-ci le Castres olympique à la Section paloise à 
Lacaune dans le Tarn. Le CO s'impose contre les Palois (32-21).
En 2024, toujours sur le terrain de Lacaune, au stade de la Balmette, l'US Montauban et le Castres olympique se disputent le trophée Ibrahim Diarra, ancien joueur des deux clubs prématurément disparu, jumelé au Challenge Armand Vaquerin. Un hommage est également rendu à Max Lafargue, originaire de Lacaune, ancien demi d'ouverture et président de Montauban et médecin de la Ligue Nationale de Rugby (LNR) disparu en 2024. Castres s'impose contre Montauban (61-14) avec 9 essais. Le CO s'adjuge le 8e challenge Armand Vaquerin et le 3e trophée Ibrahim Diarra.

## Palmarès
| - 1994 : AS Béziers Hérault - 1995 : AS Béziers Hérault - 1996 : AS Béziers Hérault - 1997 : CS Bourgoin-Jallieu - 1998 : AS Béziers Hérault - 1999 : SU Agen - 2000 : AS Béziers Hérault - 2001 : AS Béziers Hérault - 2002 : US Colomiers - 2003 : ASM Clermont - 2004 : AS Béziers Hérault - 2005 : US Montauban - 2006 : Leicester Tigers - 2007 : Fidji - 2008 : Glasgow Warriors - 2009 : Montpellier Hérault Rugby | - 2010 : SC Albi - 2011 : Castres olympique - 2012 : Castres olympique - 2013 : Castres olympique - 2014 : CA Brive Corrèze - 2015 : CA Brive Corrèze - 2016 : Castres olympique - 2017 : Sale Sharks - 2018 : Sale Sharks - 2019 : Castres olympique - 2020 : annulé à cause du Covid 19 - 2021 : annulé à cause du Covid 19 - 2022 : Castres olympique - 2023 : Castres olympique - 2024 : Castres olympique |

### Palmarès par club
| Rang | Club                          | Titre(s)                                           |
| ---- | ----------------------------- | -------------------------------------------------- |
| 1    | Castres olympique             | 8 (2011, 2012, 2013, 2016, 2019, 2022, 2023, 2024) |
| 2    | AS Béziers                    | 7 (1994, 1995, 1996, 1998, 2000, 2001, 2004)       |
| 3    | CA Brive                      | 2 (2014, 2015)                                     |
| 3    | Sale Sharks                   | 2 (2017, 2018)                                     |
| 4    | CS Bourgoin-Jallieu           | 1 (1997)                                           |
| 5    | SU Agen                       | 1 (1999)                                           |
| 6    | Colomiers rugby               | 1 (2002)                                           |
| 7    | ASM Clermont Auvergne         | 1 (2003)                                           |
| 8    | US Montauban                  | 1 (2005)                                           |
| 9    | Leicester Tigers              | 1 (2006)                                           |
| 10   | Sélection nationale des Fidji | 1 (2007)                                           |
| 11   | Glasgow Warriors              | 1 (2008)                                           |
| 12   | Montpellier Hérault rugby     | 1 (2009)                                           |
| 13   | SC Albi                       | 1 (2010)                                           |

## Finales
| Date de la finale | Vainqueur                     | Score   | Finaliste             | Lieu du match           | Spectateurs |
| ----------------- | ----------------------------- | ------- | --------------------- | ----------------------- | ----------- |
| 1994              | AS Béziers                    | -       | -                     |                         |             |
| 1995              | AS Béziers                    | -       | -                     |                         |             |
| 1996              | AS Béziers                    | -       | -                     |                         |             |
| 1997              | CS Bourgoin-Jallieu           | -       | -                     |                         |             |
| 1998              | AS Béziers                    | -       | -                     |                         |             |
| 1999              | SU Agen                       | -       | -                     |                         |             |
| 2000              | AS Béziers                    | -       | -                     |                         |             |
| 2001              | AS Béziers                    | 49 - 17 | RC Narbonais          |                         |             |
| 2002              | Colomiers rugby               | -       | -                     |                         |             |
| 2003              | ASM Clermont Auvergne         | 39 - 22 | Colomiers rugby       |                         |             |
| 2004              | AS Béziers                    | 16 - 6  | US Montauban          |                         |             |
| 2005              | US Montauban                  | -       | -                     |                         |             |
| 2006              | Leicester Tigers              | -       | Stade Français Paris  |                         |             |
| 25 août 2007      | Sélection nationale des Fidji | 47 - 22 | SC Albi               | Camarès, Aveyron        | 2 000       |
| 2008              | Glasgow Warriors              | -       | -                     | -                       |             |
| 5 août 2009       | Montpellier HR                | 24 - 19 | Leicester Tigers      | Saint-Affrique, Aveyron | 3 500       |
| 5 août 2010       | SC Albi                       | 13 - 3  | Tarbes Pyrénées Rugby | Saint-Affrique, Aveyron | 1 500       |
| 17 août 2011      | Castres olympique             | 38 - 9  | Northampton Saints    | Saint-Affrique, Aveyron | 4 000       |
| 5 août 2012       | Castres olympique             | 20 - 17 | Glasgow Warriors      | Lacaune, Tarn           |             |
| 9 août 2013       | Castres olympique             | 42 - 31 | Connacht Rugby        | Lacaune, Tarn           |             |
| 8 août 2014       | CA Brive Corrèze              | 26 - 10 | Castres olympique     | Lacaune, Tarn           |             |
| 7 août 2015       | CA Brive Corrèze              | 35 - 14 | Stade rochelais       | Millau, Aveyron         |             |
| 13 août 2016      | Castres olympique             | 31 - 14 | Northampton Saints    | Camarès, Aveyron        | 4 000       |
| 12 août 2017      | Sale Sharks                   | 31 - 14 | Castres olympique     | Rodez, Aveyron          |             |
| 17 août 2018      | Sale Sharks                   | 20 - 17 | Castres olympique     | Saint-Affrique, Aveyron | 3 500       |
| 8 août 2019       | Castres olympique             | 29 - 12 | Stade montois         | Saint-Affrique, Aveyron | 3 000       |
| 24 août 2022      | Castres olympique             | 57 - 19 | Connacht Rugby        | Mazamet, Tarn           | 3 500       |
| 11 août 2023      | Castres olympique             | 32 - 21 | Section paloise       | Lacaune, Tarn           | 1 500       |
| 16 août 2024      | Castres olympique             | 61 - 14 | US Montauban          | Lacaune, Tarn           | 500         |